# The Land Before Time II: The Great Valley Adventure
The Land Before Time II: The Great Valley Adventure (En busca del valle encantado 2: Aventuras en el gran valle en España y La tierra antes del tiempo II: La gran aventura en Hispanoamérica) es una película estadounidense de animación de 1994 dirigida por Roy Allen Smith y producida por Universal Studios, perteneciente a la franquicia En busca del valle encantado.

## Historia
Los cinco pequeños amigos continúan buscando aventuras, aunque para ello tienen que alejarse de la seguridad de su valle, convencidos por la traviesa Cera. En el camino, sorprenden a dos dinosaurios que estaban robando un huevo de Tiranosaurio. Cuando nace el pequeño Tiranosaurio Rex, se une a la intrépida pandilla, tras su nacimiento los pequeños se asustan tras ver que era un dienteagudo (en su idioma) pero Pie Pequeño/Piecito es el primero que se da cuenta de que no parece ser tan peligroso y lo cría como si fuera su hijo llamándolo Chomper. Sin embargo, obtiene algunas complicaciones tras su estilo alimenticio por no comer hierbas como él, así que le pregunta a sus abuelos sobre cómo cuidar un hijo. Tras su regreso se da cuenta de que Chomper había desaparecido y lo encontró en un pantano, Chomper llegó a salvarse alegrando a Pie Pequeño hasta que se dio cuenta de que sus amigos Cera y los demás estaban acorralados por los dos dinosaurios que intentaban robar el huevo hermano de Ducky diciendo a los pequeños que si volvían a interferir les daría una lección hasta que llegó Pie Pequeño por detrás gritando "Deja en paz a mis amigos" ahí sus amigos se dieron cuenta de que después de todo Pie Pequeño no había sido comido por el dienteagudo que eclosionó del huevo (Chomper) pero Pie Pequeño no pudo hacer contra los dos dinosaurios debido a que eran más que el y un poco más grandes hasta que una sombra de Dienteagudo apareció por detrás de todos ellos asustando a los pequeños y a los dos dinosaurios bandidos pero mientras el dienteagudo se acercaba Pie Pequeño se dio cuenta de que solo era Chomper que los salvo asustando a los bandidos y ahí dice a sus amigos que era inofensivo pero Chomper por su instinto de ser dinosaurio carnívoro y además de por ser un bebe aun le mordio la cola a Cera quitando toda la confianza que tenía ella hacia el aun después de que los haya salvado y le dice a Pie Pequeño que no puede quedarse al final Pie Pequeño y Cera se pelean debido a que Pie Pequeño decía que se tenía que quedar, esta pelea asustaba y entristecía a Chomper por lo que hizo al final terminan la pelea pero Pie Pequeño se molesta con Chomper de haberle mordido la cola a Cera provocando que Chomper huyera enojado.
Los pequeños lo buscan incluso Cera y lo encuentran cerca de un volcán pero mientras lo buscaban interrumpieron a los dinosaurios bandidos de robar el huevo de un Ptenarodon, y ya a ellos ya no soportaban que seguían interfiriendo en sus planes y van tras los pequeños al final los pequeños llegan hacia Chomper y los bandidos a todos ellos, ahí el volcán hacia erupción y los pequeños trataban de escapar, al final lo lograron pero en el camino de regreso al gran valle se encontraron con los verdaderos padres de Chomper (Dienteagudos adultos) molestos de la desaparición de su hijo va tras ellos pero los pequeños llegan a tiempo a sus padres y todos los padres luchan contra los dos dienteagudos
consiguen derrotarlos y hacerlos huir pero se preguntaban los padres como es que los dienteagudos llegaron al gran valle y los pequeños los explicó que por accidente hicieron un derrumbe de rocas que hicieron por accidente hacia el camino donde conectaban al gran valle con el misterioso más allá, ahí los padres van hacia ahí para bloquear la entrada pero Pie Pequeño se dio cuenta de que Chomper desapareció mientras explicaban lo que pasó y va a buscarlo solo pero se encuentra de nuevo con los padres de Chomper de nuevo tras correr en un puente de tronco con Chomper el pequeño brontosaurio se atora en un hoyo del tronco ahí Chomper lo veía con el intento de ayudarlo pero Pie Pequeño insistía en que se fuera, que lo dejara al final los dos dienteagudos llegan hacia ellos pero Chomper se comunicaba con ellos a través de su idioma rugido y las dos bestias reconocen al pequeño como su hijo desaparecido y se lo llevan al misterioso más allá, ahí Pie Pequeño estuvo consciente que los dos dienteagudo adultos eran su papá y su mamá así que regresa al gran valle, sin embargo en el camino se vuelve a encontrar con los dinosaurios bandidos una vez más diciendo "Ya nos hemos cansado de ti chico, vamos a acabar contigo de una vez por todas". En un intento de huida Pie Pequeño es atrapado por los dos bandidos con facilidad y planeaban tirarlo de la gran pared donde ahí se conectaba el gran valle con el misterioso más allá. Ahí se puede ver como Chomper y sus padres casi llegan al misterioso más allá cuando de pronto Chomper escucha el grito de su amigo Pie Pequeño y va tras el a salvarlo haciendo el mismo truco de la sombra pero los bandidos ya no se creen con eso esta vez y lo agarran a él también. Los padres de Chomper llegan hacia ahí y lo siguen llevándolos al misterioso más allá y ya no se supo nada de ellos
Ahí los padres de los pequeños casi llegaban a la gran pared por lo cual Pie Pequeño se daba prisa a llevar a Chomper al misterioso más allá dejándolo ir diciéndolo que el también era pequeño pero es probable que podrían verse algún día, al final Chomper se marcha con sus padres y Pie Pequeño con mucha tristesa se despide de él y sus amigos llegan a tiempo para despedirse también de él, al final los pequeños y los padres bloquean el camino juntos evitando así que más dienteagudos regresen incluyendo a Chomper

## Reparto y doblaje
| Personaje                        | Voz en inglés   | Voz en español          | Voz en español                             |
| -------------------------------- | --------------- | ----------------------- | ------------------------------------------ |
| Pie Pequeño                      | Scott McAfee    | Chelo Molina            | Elsa Covián                                |
| Cera                             | Candace Hutson  | Adelaida López          | Cristina Hernández Maggie Vera (canciones) |
| Ducky                            | Heather Hogan   | Yolanda Pérez Segoviano | Gaby Willer Elsa Covián (canciones)        |
| Petrie                           | Jeff Bennett    | Abraham Aguilar         | Arturo Mercado Ricardo Silva (canciones)   |
| Abuela de Pie Pequeño            | Linda Gary      | Matilde Conesa          | Ángela Villanueva                          |
| Señor Trescuernos, padre de Cera | John Ingle      | Carlos Kaniowski        | Alejandro Illescas                         |
| Abuelo de Pie Pequeño            | Kenneth Mars    | José Ángel Juanes       | César Arias                                |
| Madre de Ducky y Púas            | Tress MacNeille | N/D                     | Teresa Ibarrola                            |
| Madre de Petrie                  | Tress MacNeille | N/D                     | Rebeca Patiño                              |
| Púas                             | Rob Paulsen     | N/D                     | N/D                                        |
| Mordelón                         | Rob Paulsen     | N/D                     | Yamil Atala                                |
| Ozzy                             | Jeff Bennett    | Juan Perucho            | Salvador Delgado                           |
| Strut                            | Rob Paulsen     | Ángel Egido             | Eduardo Tejedo                             |
| Narrador                         | John Ingle      | Abilio Fernández        | Carlos Becerril                            |

## Especies de animales que aparecen durante la película
- Apatosaurus
- Triceratops
- Stegosaurus
- Saurolophus
- Pteranodon (No es un dinosaurio)
- Struthiomimus
- Tyrannosaurus rex

## Premios
| Año  | Premio        | Categoría                                          | Resultado |
| ---- | ------------- | -------------------------------------------------- | --------- |
| 1994 | Premios Annie | Mejor producción animada para el mercado doméstico | Nominada  |

- Datos: Q389358